# Magic 69
Magic 69 war eine österreichische Rockband, die 1969 in Fürstenfeld gegründet wurde.

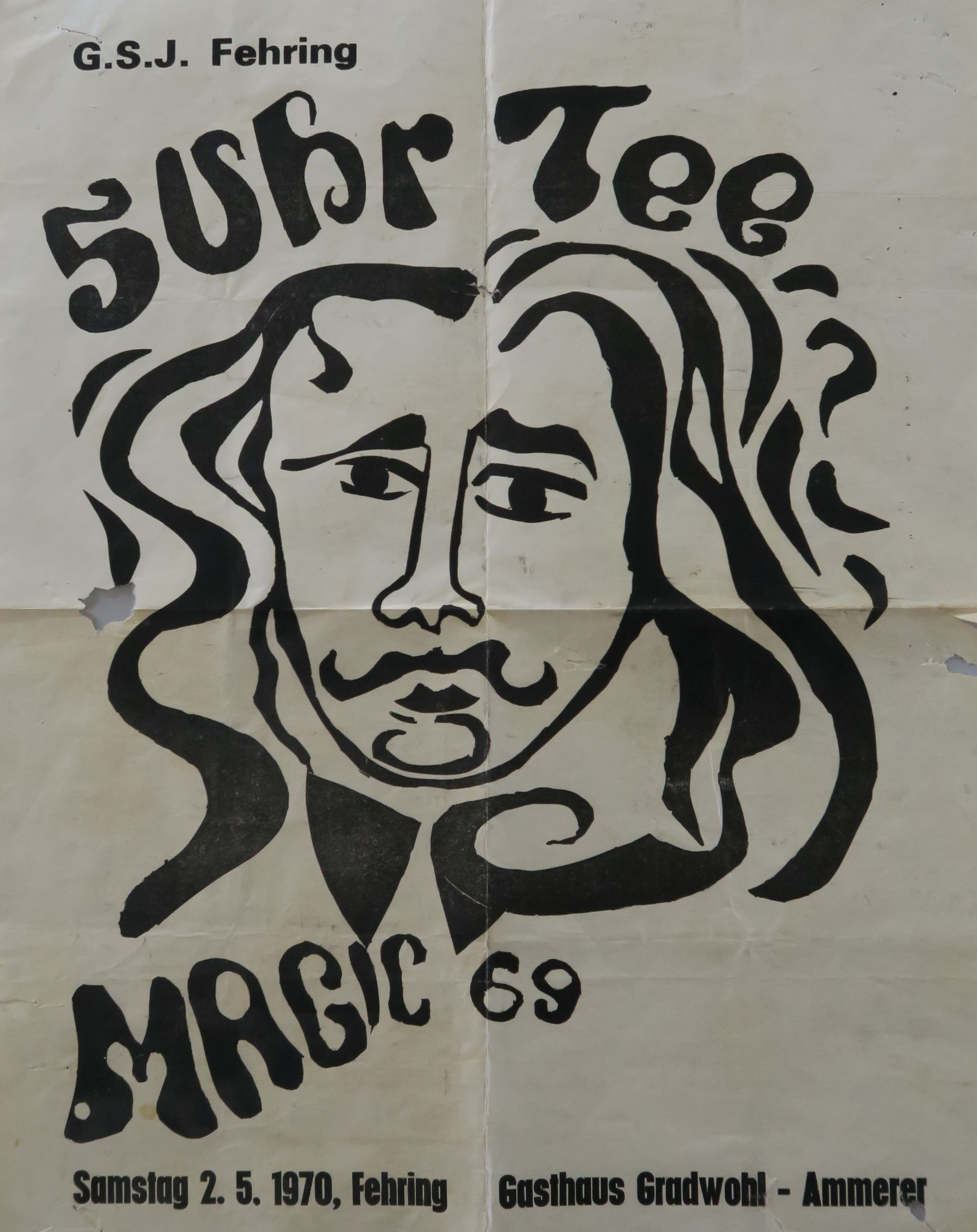
Magic 69

## Geschichte
Am 23. August 1969 gründeten Günter Timischl, Harald Brunner, Carl Peyer, Gunther Silbert und Peter Szammer die Band Magic 69. Der Name stammte von Manfred Zotter, der die Band in den ersten beiden Jahren managte. Im ersten Jahr verließen Peyer und Silbert die Band und Andi Beit sowie Franz Posch kamen dazu. 1971 trat die Band auf dem steirischen Musikfestival Popendorf 71 auf. Im Winter 1971/72 wechselten Szammer und Posch zu der neu formierten Band Mashuun, Boris Bukowski kam von den gerade aufgelösten Music Machine zu Magic 69 und statt Posch spielte ab 1972 Gerhard Fuchs. Mit Mashuun sollte das Doppelalbum Underground made in Styria entstehen, das aber kurz vor der Veröffentlichung zurückgezogen wurde. Ab 1974 spielte die Gruppe als Magic weiter und veröffentlichte einige Platten. Die Gruppe löste sich 1982 auf.

## Mitglieder
- Günter Timischl (1969–1977) – Gesang, Gitarre
- Harald Brunner (1969–1974) – Bass, Gesang
- Carl Peyer (1969) – Gesang
- Peter Szammer (1969–1972, 1978–1979) – Schlagzeug
- Gunther Silbert (1969) – Gitarre
- Andi Beit (1969–1982) – Keyboards
- Franz Posch (1969–1972) – Gitarre
- Boris Bukowski (1972–1982) – Schlagzeug (bis 1974), Gesang (ab 1975)
- Gerhard Fuchs (1972–1974) – Gitarre
- Robert Musenbichler (1975–1978) – Gitarre
- Erich Reinberger (1975–1978) – Bass
- Fritz Matzka (1975–1978) – Schlagzeug
- Freddy Tezzele (1978–1982) – Gitarre, Bass
- Albert Eigner (1978) – Bass
- Gogo Jesernik (1978–1982) – Bass
- Gerhard Wiesenthaner (1980) – Schlagzeug
- Josef Björn Schörkmayr (1981–1982) – Schlagzeug

## Diskografie

### Magic 69
- 1995: For Friends (CD im Eigenverlag)
- 1973: Underground made in Styria (Doppel-LP mit Mashuun, die geplante Veröffentlichung auf Rex-Records wurde nie realisiert; Remastered 2005 by Petrus Wippel[5])
- 1970: Skybreak/Life is only a Game (7")[6]

### Magic (Auswahl)
- 1999	Austro-Pop Vol. 2, Doppel-CD
- 1999	Austro-Pop, Doppel-CD
- 1998	Austria Fantastika, CD
- 1981	Just A Little Love, 7"
- 1981 Cool Woman, 7"
- 1980	Sick, 12" & MC
- 1980 A Love Affair, 7"
- 1979	We Made Love, 7"
- 1978 Tanz, tanz, tanz, 7"
- 1978	Herzflimmern, 12" & MC
- 1977 Kokain, 7"
- 1977	Ich bin müde, 12"
- 1976 20 Stars & Hits, 12" & MC
- 1976	Puppe, 7"
- 1975 Good Times, 7"
- 1974	Cadillac, 7"